# Strzelanina w szkole w Madison
Strzelanina w szkole w Madison – strzelanina, do której doszło w dniu 16 grudnia 2024 roku w prywatnej szkole chrześcijańskiej Abundant Life Christian School w mieście Madison w amerykańskim stanie Wisconsin. W wyniku strzelaniny zginęły 3 osoby (w tym sprawczyni, 15-letnia uczennica szkoły), a 6 innych zostało rannych. Była to najkrwawsza strzelanina w szkole w historii stanu Wisconsin i pierwszy w USA udany tego rodzaju atak na szkołę popełniony przez naśladowczynię Columbine płci żeńskiej.

## Tło
Miejsce ataku, prywatna placówka Abundant Life Christian School, znajduje się w mieście Madison w stanie Wisconsin; według ostatnich danych wykonanych przed strzelaniną uczęszczało do niej ok. 390 uczniów.

## Przebieg
Strzelanina wydarzyła się około godz. 10:57 rano czasu lokalnego gdy 15-letnia uczennica szkoły otworzyła ogień z pistoletu w stronę uczniów i nauczycieli w jednej z klas, zabijając ucznia oraz nauczyciela i raniąc 6 innych osób. Strzały padły zarówno w klasie jak i na korytarzu. Po kilku minutach sprawczyni ataku popełniła samobójstwo, strzelając do siebie z broni. Policjanci przybyli na miejsce w ciągu kilku następnych minut i około 11:14 rozpoczęli ewakuację szkoły. Chwilę później stwierdzono, że w okolicy nie ma już żadnego aktywnego zagrożenia dla szkoły i okolicznych mieszkańców.

## Ofiary strzelaniny
Podczas pierwszej konferencji prasowej omyłkowo podano, że w strzelaninie zginęło 5 osób. Chwilę później sprostowano jednak tę informację, podając, że są 3 ofiary śmiertelne, w tym sprawczyni. Następnych 6 osób zostało przewiezionych do szpitala, dwie z rannych osób znajdowały się w stanie krytycznym. Wśród ofiar śmiertelnych znaleźli się: nauczyciel, uczeń szkoły oraz sprawczyni.

## Sprawczyni
Sprawczyni została zidentyfikowana jako 15-letnia Natalie Lynn Rupnow, która w internecie używała także imienia Samantha. Napastniczka opublikowała przed atakiem manifest w internecie (zatytułowany Wojna przeciwko ludzkości), w którym wyrażała swoją nienawiść do społeczeństwa z powodu odrzucania i prześladowania w szkole oraz niezrozumienia przez otoczenie i własną rodzinę; we wpisach internetowych oraz w samym manifeście wychwalała także innych strzelców szkolnych oraz skrajnie prawicowych zamachowców i ideologię akceleracjonizmu. Na zdjęciach wysyłanych swojemu chłopakowi przez internet była ubrana w koszulkę zespołu KMFDM (co było nawiązaniem do strzelaniny w Columbine). Była też właścicielką kilku kont na portalach społecznościowych, na których wstawiała treści związane z poprzednimi strzelaninami. Według wielu źródeł sprawczyni była prześladowana w szkole i mogła dokonać ataku jako zemstę za prześladowanie i próby rozbicia jej związku z chłopakiem, którego znała przez internet.

## Reakcje
Prezydent USA Joe Biden potępił atak i zaapelował do Kongresu USA o wprowadzenie przepisów zaostrzających dostęp do posiadania broni palnej w kraju. W wydanym oświadczeniu, Biden nazwał strzelaninę w Madison szokującym i trudnym do zrozumienia atakiem. Do ataku odniósł się również za pośrednictwem portalu X gubernator stanu Wisconsin Tony Evers. Gubernator nakazał opuszczenie flag na budynkach rządowych na terenie stanu Wisconsin do połowy na znak żałoby po strzelaninie.
Oświadczenia w sprawie strzelaniny wydali także senatorowie ze stanu Wisconsin: Tammy Baldwin i Ron Johnson. 
Po ataku odnotowano w sieci masową falę dezinformacji i fake newsów o rzekomym transseksualizmie sprawczyni (co zostało zdementowane) lub o inspirowaniu się przez nią ideologią radykalnego feminizmu wraz z rzekomym feministycznym manifestem, który okazał się sfingowany.